# Carolyn Ives Gilman
Œuvres principales
- Halfway Human

Carolyn Ives Gilman, née en 1954, est une historienne et auteure de science-fiction et de fantasy américaine.

## Biographie

### Historienne
Carolyn Ives Gilman vit actuellement à Washington, où elle travaille comme historienne au National Museum of the American Indian, spécialisée dans l'histoire de l'Amérique du Nord au XVIIIe et au début du XIXe siècle. Elle a travaillé auparavant comme historienne à la Société historique du Missouri. 

### Auteure
Le premier roman de Carolyn Ives Gilman, Halfway Human, est une nouvelle entrée dans le genre de la science-fiction de genre, dépeignant un monde dans lequel les humains ont trois genres : masculin, féminin et neutre. Elle est qualifiée de « l'une des explorations les plus convaincantes du genre et du pouvoir dans la science fiction contemporaine » et est comparé favorablement au travail d'Ursula K. Le Guin. Le livre se place deuxième du prix Locus du meilleur premier roman 1999 et est nommé pour le prix James Tiptree, Jr.. Son travail est connu pour ses représentations vivantes et ses déconstructions de la culture des peuples dans ses histoires.
Elle est nommée trois fois pour le prix Nebula et deux fois pour le prix Hugo. Ses nouvelles sont publiés dans un certain nombre de magazines et de publications, ainsi qu'un certain nombre d'anthologies,.
En 2016, elle écrit la nouvelle Touring with the Alien, publiée dans le numéro 115 de Clarkesworld magazine, nommée pour le prix Hugo, le prix Locus et le prix Theodore-Sturgeon. Sa traduction française en 2018, Voyage avec l'extraterrestre, est très remarqué, obtenant notamment le grand prix de l'Imaginaire,.

## Œuvres

### SérieThe Twenty Planets
1. (en) Halfway Human, 1998
2. (en) Dark Orbit, 2015

### SérieForsaken Isles
1. (en) Isles of the Forsaken, 2011
2. (en) Ison of the Isles, 2012

### Recueils de nouvelles
- (en) Aliens of the Heart, 2007

### Nouvelles
- (en) The Trial of Victor Genovese, 1986
- (en) Circus Geneticus, 1987
- (en) The Language of the Sea, 1987
- (en) The Gamemaker, 1989
- (en) Angels Alone, 1990
- (en) Glass Angel, 1990
- (en) Wordworld, 1991
- (en) The Honeycrafters, 1991
- (en) Lost Road, 1992
- (en) The Wild Ships of Fairny, 1994
- (en) Random Noise, 1995
- (en) The More Things Change, 1996
- (en) Candle in a Bottle, 1996
- (en) Frost Painting, 1997
- (en) Dreamseed, 2000
- (en) The Real Thing, 2001
- (en) The Invisible Hand Rolls the Dice, 2001
- (en) Okagoggan Falls, 2006
- (en) The Conservator, 2007
- Ancrage, 2013 ((en) Arkfall, 2008), trad. Sonia QuémenerPubliée dans la revue Fiction no 17, Les Moutons électriques
- Économancien, 2011 ((en) Economancer, 2009), trad. Maxime Le DainPubliée dans la revue Fiction no 12, Les Moutons électriques
- (en) Dwindle Chick, 2011
- (en) The Ice Owl, 2011
- Voyage avec l'extraterrestre, 2018 ((en) Touring with the Alien, 2016), trad. Pierre-Paul DurastantiPubliée dans la revue Bifrost no 91, Le Bélial'
- (en) Umbernight, 2018
- (en) We Will Be All Right, 2018
- (en) On the Shores of Ligeia, 2019
- Quelque chose dans l'air, 2024 ((en) Something in the Air, 2019), trad. Pierre-Paul DurastantiPubliée dans la revue Bifrost no 114, Le Bélial'
- (en) Exile's End, 2020
- (en) Nanabojou and the Wise Men, 2021
- (en) The Tinker and the Timestream, 2023

### Non-fiction
- (en) Lewis and Clark: Across the Divide, 2003